# Instytut Inżynierii Środowiska Uniwersytetu Przyrodniczego we Wrocławiu
Instytut Inżynierii Środowiska – instytut naukowy działający na Uniwersytecie Przyrodniczym we Wrocławiu, na Wydziale Inżynierii Kształtowania Środowiska i Geodezji.

## Historia
W roku 1951 na Wydziale działała Katedra Budownictwa Wodnego, której kierownikiem został doc. dr hab. inż. Jan Wierzbicki. Nazwa ta została zmieniona w 1970 roku, kiedy to wprowadzono w uczelniach instytutową strukturę organizacyjną i utworzono Instytut Budownictwa Wodnego i Ziemnego, którego dyrektorem mianowano prof. dr hab. inż. Juliana Wołoszyna. W 1993 roku Instytut Budownictwa Wodnego i Ziemnego zmienił nazwę na Instytut Inżynierii Środowiska.

## Władze
Dyrektor: prof. dr hab. inż. Mirosław Wiatkowski
Zastępca dyrektora: dr hab. inż. Robert Kasperek, prof. UPWr

## Adres
pl. Grunwaldzki 24
50-363 Wrocław
bud. C2, pok. 102

## Struktura organizacyjna
Instytut Inżynierii Środowiska zatrudnia 11 pracowników z tytułem naukowym profesora i doktora habilitowanego, 18 pracowników na stanowisku adiunkta i asystenta z tytułem doktora, a także magistra. Ponadto w Instytucie pracuje 9 pracowników technicznych oraz 9 doktorantów. Z Instytutem nadal jest związanych 8 profesorów emerytowanych. Instytut zatrudnia również stażystów w ramach zagranicznych staży naukowych, stypendium programu Erasmus oraz stypendium prof. Tołpy.
W Instytucie Inżynierii Środowiska wyodrębniono 4 zakłady oraz 3 laboratoria:
- Zakład hydrologii i gospodarki wodnej
  - kierownik: prof. dr hab. inż. Mirosław Wiatkowski
- Zakład infrastruktury i techniki sanitarnej
  - kierownik: prof. dr hab. inż. Krzysztof Pulikowski
- Zakład inżynierii wodnej i hydrotransportu
  - kierownik: dr hab. inż. Robert Kasperek, prof. UPWr
- Zakład wód podziemnych i gospodarki odpadami
  - kierownik: dr hab. inż. Ireneusz Kajewski, prof. UPWr
- Laboratorium badań gruntów
  - kierownik: mgr inż. Tadeusz Kiwacz
- Laboratorium wodne
  - kierownik: dr hab. inż. Robert Głowski, prof. UPWr
- Laboratorium badań środowiskowych
  - kierownik: mgr inż. Krystyna Woźniakowska[2]

## Działalność dydaktyczna
Na kierunku inżynieria środowiska (IŚ) oraz inżynieria i gospodarka wodna (IiGW) w Instytucie wykonuje się prace inżynierskie i magisterskie (na specjalnościach: gospodarka odpadami i odnawialne źródła energii, inżynieria wodna i melioracyjna, technika sanitarna, zagospodarowanie wód odpadowych, gospodarka wodna). Zostały również uruchomione dwie ścieżki kształcenia na studiach inżynierskich, na kierunku IiGW tj. gospodarka wodna i śródlądowe drogi wodne. Pracownicy Instytutu opiekują się także pracami na kierunku budownictwo, inżynieria bezpieczeństwa, gospodarka przestrzenna i ochrona środowiska. Aktualnie Instytut opiekuje się 10 słuchaczami studium doktoranckiego oraz 1 doktoratem wdrożeniowym.

## Działalność badawcza

### Zakład hydrologii i gospodarki wodnej
Badania naukowe Zakładu obejmują:
- modelowanie matematyczne procesów cyklu hydrologicznego;
- modelowanie hydrologicznych zjawisk ekstremalnych;
- modelowanie przepływu wody w ciekach z uwzględnieniem transportu rumowiska;
- analiza ilości i jakości wód powierzchniowych i retencjonowanych w zbiornikach wodnych;
- modelowanie kształtowania się jakości wód w rzekach i zbiornikach wodnych;
- kształtowanie i wykorzystanie zasobów wodnych;
- projektowanie i gospodarka wodna na zbiornikach retencyjnych;
- ocena zagrożenia i ryzyka powodziowego;
- analiza zjawiska suszy i przeciwdziałanie jej skutkom;
- inżynieria rzeczna, regulacja techniczna i bliskie naturze metody kształtowania cieków
- ochrona przed skutkami powodzi i susz;
- odnawialne źródła energii – energetyka wodna;
- analiza wpływu elektrowni wodnych na jakość wód powierzchniowych i zasoby wodne (w tym na warunki hydrologiczne);
- rozwiązania przyjazne środowisku w budowlach hydrotechnicznych;
- międzynarodowa i krajowa polityka wodna oraz energetyczna;
- zrównoważony rozwój w gospodarce wodnej;
- gospodarka wodna na terenach Natura 2000;
- badania funkcjonowania ekosystemów rzecznych;
- ocena śladu wodnego;
- modelowanie przepływu wód podziemnych i zanieczyszczeń;
- retencja i recykling substancji odżywczych w zlewniach rolniczych[2].

### Zakład infrastruktury i techniki sanitarnej
Badania naukowe Zakładu obejmują:
- oczyszczanie ścieków na obszarach cennych krajobrazowo;
- oczyszczanie ścieków w oczyszczalniach lokalizowanych w MOP (Miejscach Obsługi Podróżnych);
- zastosowanie biopreparatów w celu poprawy skuteczności oczyszczania ścieków;
- badania wymiarów cząstek zawiesin w wodach, ściekach i osadzie czynnym;
- wykorzystanie analizy obrazu w technologii wody i ścieków;
- badania zmian jakościowych osadu czynnego;
- modelowanie i optymalizacja procesów oczyszczania ścieków i przeróbki osadów;
- zaawansowane procesy utleniania AOP (Advanced Oxidation Processes);
- monitoring stężenia zanieczyszczeń w ściekach;
- badania nad neutralizacją ścieków galwanicznych;
- oczyszczanie ścieków przemysłowych;
- badania procesu starzenia anionitów z wykorzystaniem metod instrumentalnych;
- badanie drobnocząsteczkowych/lotnych związków organicznych w tym substancji farmaceutycznych i wybranych środków ochrony osobistej;
- badanie nano- i mikrozanieczyszczeń w wodzie;
- zastosowanie i efektywność zrównoważonych systemów odwadniających do wspomagania gospodarki wodami opadowymi w terenach zurbanizowanych;
- badania nad jakością wody oraz metodami rewitalizacji w miejskich zbiornikach wodnych;
- wykorzystanie wskaźnika śladu wodnego do wspomagania zarządzania wodą w miastach;
- modelownie hydrodynamiczne sieci wodociągowych i kanalizacyjnych;
- diagnoza stanów pracy sieci wodociągowej z wykorzystaniem uczenia maszynowego;
- prognozowanie i analiza szeregów czasowych z zakresu: meteorologii i klimatologii, zarządzania zasobami wodnymi, jakości powietrza, zużycia wody z wykorzystaniem metod inteligencji obliczeniowej;
- ochrona przed korozją urządzeń technologicznych na obiektach związanych z inżynierią środowiska;
- przyrodnicze wykorzystanie ścieków i osadów;
- wpływ wieloletniego nawadniania ściekami bytowymi na wybrane komponenty środowiskowe;
- modelowanie bilansu wodnego na obszarach rolniczych i zurbanizowanych;
- ochrona wód na terenach użytkowanych rolniczo[2].

### Zakład inżynierii wodnej i hydrotransportu
Badania naukowe Zakładu obejmują:
- własności słabych gruntów spoistych z domieszką części organicznych jako materiału do budowy obiektów w budownictwie wodno-melioracyjnym;
- bezpieczeństwo budowli wodnych (zapór ziemnych i betonowych oraz zamknięć ruchomych);
- bezpieczeństwo składowania oraz wykorzystanie stałych odpadów górniczych i przemysłowych i ich wpływ na środowisko naturalne;
- kształtowanie ilości i jakości zasobów wodnych (powierzchniowych i gruntowych) oraz ich optymalne wykorzystanie.
- wpływ działalności rolniczej na ilościowe i jakościowe zmiany środowiska wód podziemnych:
- technologia, konstrukcja i eksploatacja nasypów hydrotechnicznych z gruntów spoistych, organicznych i antropogenicznych;
- geotechnika ziemnych budowli hydrotechnicznych;
- składowanie i zagospodarowanie stałych odpadów górniczych i przemysłowych oraz ocenę ich wpływu na środowisko;
- hydrotransport;
- optymalizacja pracy pompowni;
- systemy rozprowadzania wód zanieczyszczonych;
- hydrauliczne badania modelowe budowli wodnych;
- optymalne rozwiązania techniczno-ruchowe śluz żeglugowych;
- modelowanie matematyczne procesów cyklu hydrologicznego;
- kształtowanie i wykorzystanie zasobów wodnych;
- modelowanie przepływu wody w ciekach z uwzględnieniem transportu rumowiska;
- projektowanie i gospodarka wodna na zbiornikach retencyjnych;
- technologia betonów hydrotechnicznych;
- analiza konstrukcji w budownictwie wodnym i rolniczym;
- bezpieczeństwo budowli wodnych[2].

### Zakład wód podziemnych i gospodarki odpadami
Badania naukowe Zakładu obejmują:
- oddziaływanie obiektów gospodarki odpadami na środowisko wodne;
- analiza możliwości przetwarzania wybranych odpadów w procesie kompostowania;
- zasilanie wód podziemnych oraz ocena zagrożenia suszą hydrogeologicznej;
- ceny podatności wód podziemnych na zanieczyszczenie;
- modelowanie filtracji w ziemnych budowlach piętrzących i ich podłożu;
- zabezpieczenia przeciwerozyjne skarp wykopów i budowli ziemnych;
- zwiększenie retencji glebowej oraz wspomaganie wegetacji roślin w związku z adaptacją do zmian klimatu;
- techniczne rozwiązania zagospodarowania wód opadowych[2].